# Circular Quay
Circular Quay (literalmente, «muelle circular») es un refugio marítimo, un antiguo puerto comercial y actualmente un puerto internacional de pasajeros y una plaza pública situada en Sídney (Nueva Gales del Sur, Australia), en el extremo norte del distrito financiero de Sídney, a lo largo de la Cala de Sídney, entre Bennelong Point y The Rocks. Forma parte de la zona de gobierno local de la Ciudad de Sídney.
Circular Quay es una zona popular para los turistas y consta de pasarelas, centros comerciales peatonales, parques y restaurantes. También es un importante nodo de transporte de la ciudad: contiene varios muelles de ferries, paradas de autobús y una estación de ferrocarril. A menudo denominada la «puerta de entrada a Sídney», tiene vistas del Puente de la Bahía y de la Ópera de Sídney, y es un lugar popular para ver los fuegos artificiales de la Víspera de Año Nuevo.

## Historia

### Historia indígena
El nombre aborigen de Circular Quay es Warrung, que significa «niño pequeño». El primer pueblo que ocupó la zona conocida actualmente como Sídney fueron los aborígenes australianos. La datación por radiocarbono sugiere que vivieron en Sídney y sus alrededores durante al menos treinta mil años. En una excavación arqueológica en Parramatta, al oeste de Sídney, se descubrió que los aborígenes usaban carbón vegetal, herramientas de piedra y fogatas. Cerca de Penrith, un suburbio situado unos 50 km al oeste del centro de Sídney, se encontraron en sedimentos de arena numerosas herramientas de piedra aborígenes que datan de hace entre 45 000 y 50 000 años. Esto significa que ha habido presencia humana en Sídney desde antes de lo que se pensaba.
Antes de la llegada de los británicos, había entre 4000 y 8000 personas nativas de hasta veintinueve clanes diferentes en la zona de Sídney. La Cala de Sídney, desde Port Jackson hasta Petersham, estaba habitada por el clan Cadigal. Los principales grupos lingüísticos eran los Darug, Guringai y Dharawal. Los primeros europeos que visitaron la zona observaron que los indígenas realizaban actividades como acampar y pescar, usaban árboles para obtener corteza y alimentos, recogían conchas y cocinaban pescado. Los Eora eran los aborígenes que habitaban la zona costera de Sídney. El nombre Eora significa simplemente «aquí» o «de este lugar», y fue usado por los aborígenes locales para describir a los británicos de dónde eran. Los Cadigal eran los habitantes del actual distrito financiero de Sídney, y su territorio al sur de Port Jackson se extendía desde South Head hasta Petersham.

### Asentamiento colonial

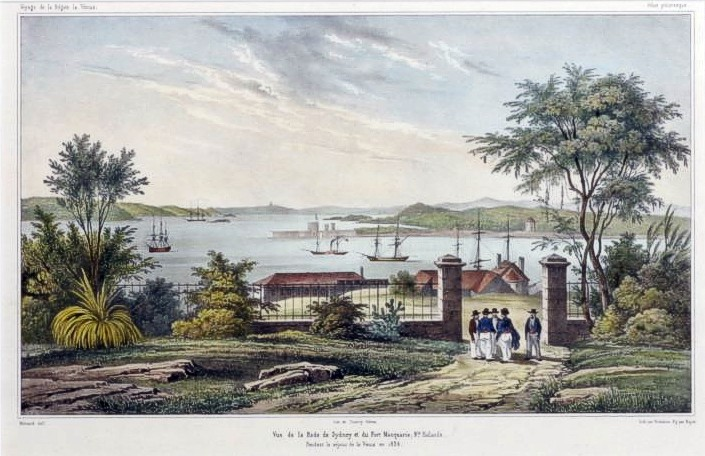
Vista de la Cala de Sídney hacia el este (ca. 1841).

La Cala de Sídney, en la que se encuentra Circular Quay, fue el lugar en el que desembarcó inicialmente la Primera Flota en Port Jackson el 26 de enero de 1788. En el lado este de la cala se instaló la casa de lona temporal del gobernador, mientras la costa oeste se convirtió en el centro inicial del asentamiento, a partir del cual creció la ciudad de Sídney. El primer muelle en la Cala de Sídney probablemente databa de en torno a 1792. En 1802 fue sustituido por un muelle con entramado de madera llamado Hospital Wharf, que fue el primer muelle público de la colonia (posteriormente renombrado King's Wharf y Queen's Wharf). El reformista constitucional escocés del siglo xviii Thomas Muir fue sentenciado a destierro a Sídney por sedición, y tenía una casa de campo en lo que actualmente es Circular Quay. Thomas Muir escapó de la colonia en 1796 a bordo de un bergantín estadounidense, el Otter.
El lado este de la cala permaneció deshabitado en su mayor parte durante los primeros años de la colonia; un residente notable fue Bennelong, al cual deben su nombre el Bennelong Point y los Bennelong Apartments. A principios del siglo xix, toda la costa este de Circular Quay formaba parte del dominio del gobernador, aunque se desarrollaron algunas actividades comerciales a lo largo de la línea de costa. La costa oeste, al ser adyacente al asentamiento original, conocido actualmente como The Rocks, era más ajetreada. El Cadman's Cottage es un edificio que se conserva de esa época. Construido en 1816 para los timoneles gubernamentales y sus tripulaciones, señala aproximadamente la ubicación de la costa natural de Circular Quay antes de su reconstrucción. Los Commissariat Stores (construidos en 1809) y el primer muelle naval de Australia también estaban situados en la costa oeste. El astillero naval fue ampliado entre 1818 y 1822 por el gobernador Macquarie con cuatro muelles para reparaciones.

### Puerto comercial

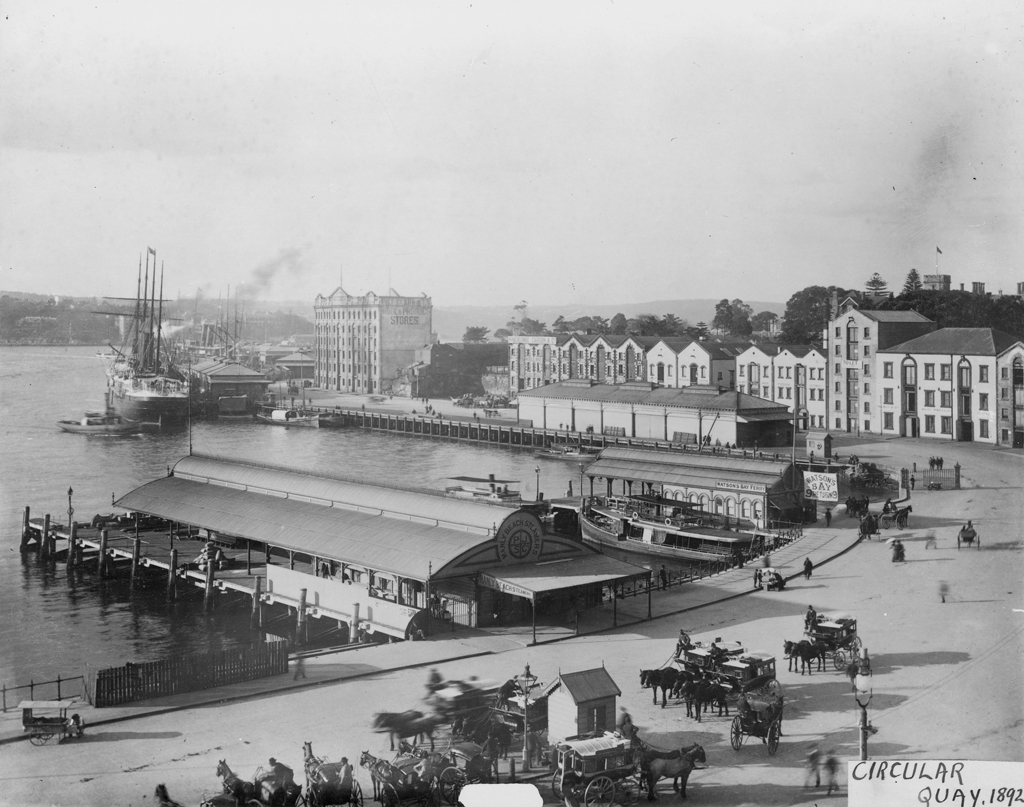
El este de Circular Quay en 1892, con los «almacenes de lana».

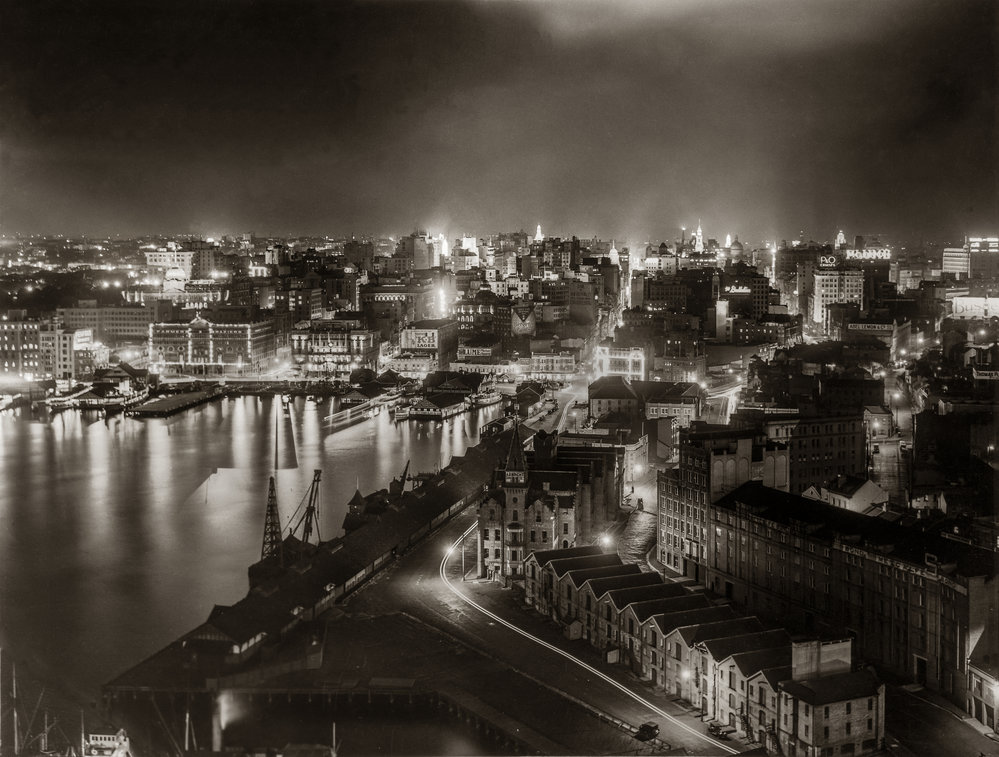
Circular Quay por la noche desde el Puente de la Bahía de Sídney en 1938.

Circular Quay fue construido entre 1837 y 1844 reconstruyendo la sección meridional de la Cala de Sídney con una línea de costa artificial. El Tank Stream, que desembocaba en la Cala de Sídney en el extremo occidental de Circular Quay, fue rellenado. El puerto era conocido originalmente como Semi-Circular Quay, que era la forma real del muelle. Posteriormente, el nombre fue acortado por comodidad. Se construyeron muelles en la costa sur. Como consecuencia del estatus de Circular Quay como el puerto principal de Sídney, entre 1844 y 1845 se construyó la Casa de la Aduana (Customs House) en la costa sur. Durante la construcción de Circular Quay, el lado este de la cala se usó como cantera. Después de que la residencia del gobernador se trasladara colina arriba a la actual Casa del Gobierno (Government House) en las décadas de 1840 y 1850, Macquarie Street fue ampliada hacia el norte desde el dominio del gobernador hasta Fort Macquarie. Esto provocó el desarrollo de la zona situada entre esta calle y la costa como un puerto comercial dominado por el comercio de lana, mientras el lado este de la calle siguió formando parte del dominio. Esta parte de Macquarie Street pasó a ser conocida como el «almacén de lana», debido a que en la zona surgieron numerosas tiendas y almacenes de lana. Los históricos Moore Steps fueron construidos en 1868 como paso entre dos almacenes de lana, que conducía desde la costa hasta Macquarie Street. En la década de 1860, los tres lados de Circular Quay estaban dominados por muelles y almacenes.
Sin embargo, en la década de 1870 buena parte de las actividades comerciales portuarias se marcharon de Circular Quay porque el puerto resultaba demasiado pequeño para albergar al creciente número de grandes barcos que llegaban a Sídney. Por ello, las actividades portuarias se trasladaron hacia el oeste a Puerto Darling, que también tenía la ventaja de contar con una línea de ferrocarril. Tras la desaparición de las actividades comerciales, el puerto pasó a ser usado cada vez más para el transporte de pasajeros. En 1879 se construyó el primer muelle de ferries en la costa sur. A partir de la década de 1890, las terminales de ferries pasaron a dominar el puerto, y Circular Quay se convirtió en el nodo de la red de ferries de Sídney. En 1900 se fundó el Sydney Harbour Trust.

### Desarrollos de transporte

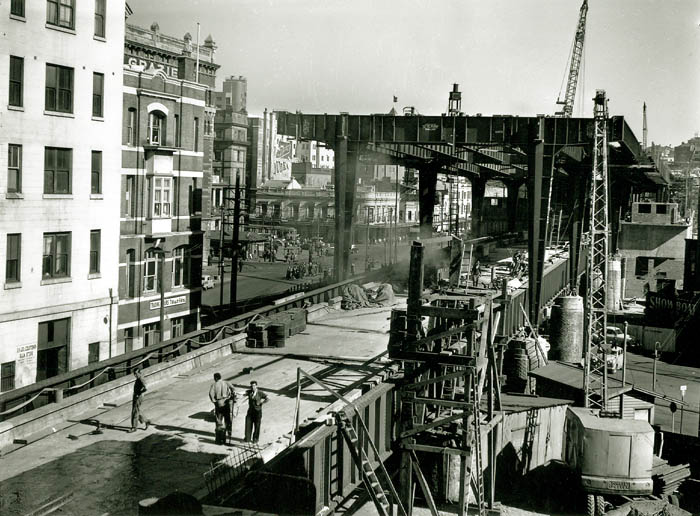
La Cahill Expressway y el viaducto del ferrocarril en construcción en Circular Quay.

Circular Quay también fue un nodo del tranvía. Era el punto en el que empezaban la mayoría de las líneas del tranvía eléctrico que conducían a los suburbios orientales. El primer tranvía que en 1861 circuló por Circular Quay era de tracción animal, y discurría por Pitt Street desde la antigua estación de ferrocarril de Sídney hasta Circular Quay, permitiendo un fácil desplazamiento a los ferries. También funcionaron tranvías que conducían desde la estación central hasta Circular Quay por Castlereagh Street y volvían por Pitt Street, formando así un gran bucle en sentido antihorario. Durante muchos años, funcionaron veintisiete servicios regulares desde Circular Quay.
A partir de 1936, el aspecto de Circular Quay cambió radicalmente con la construcción de un viaducto para el ferrocarril, y posteriormente de la autopista elevada Cahill Expressway sobre el viaducto, a lo largo de la costa sur de la cala. La estación de ferrocarril de Circular Quay fue inaugurada el 20 de enero de 1956, y la Cahill Expressway, el 24 de marzo de 1958.

### Desarrollos inmobiliarios

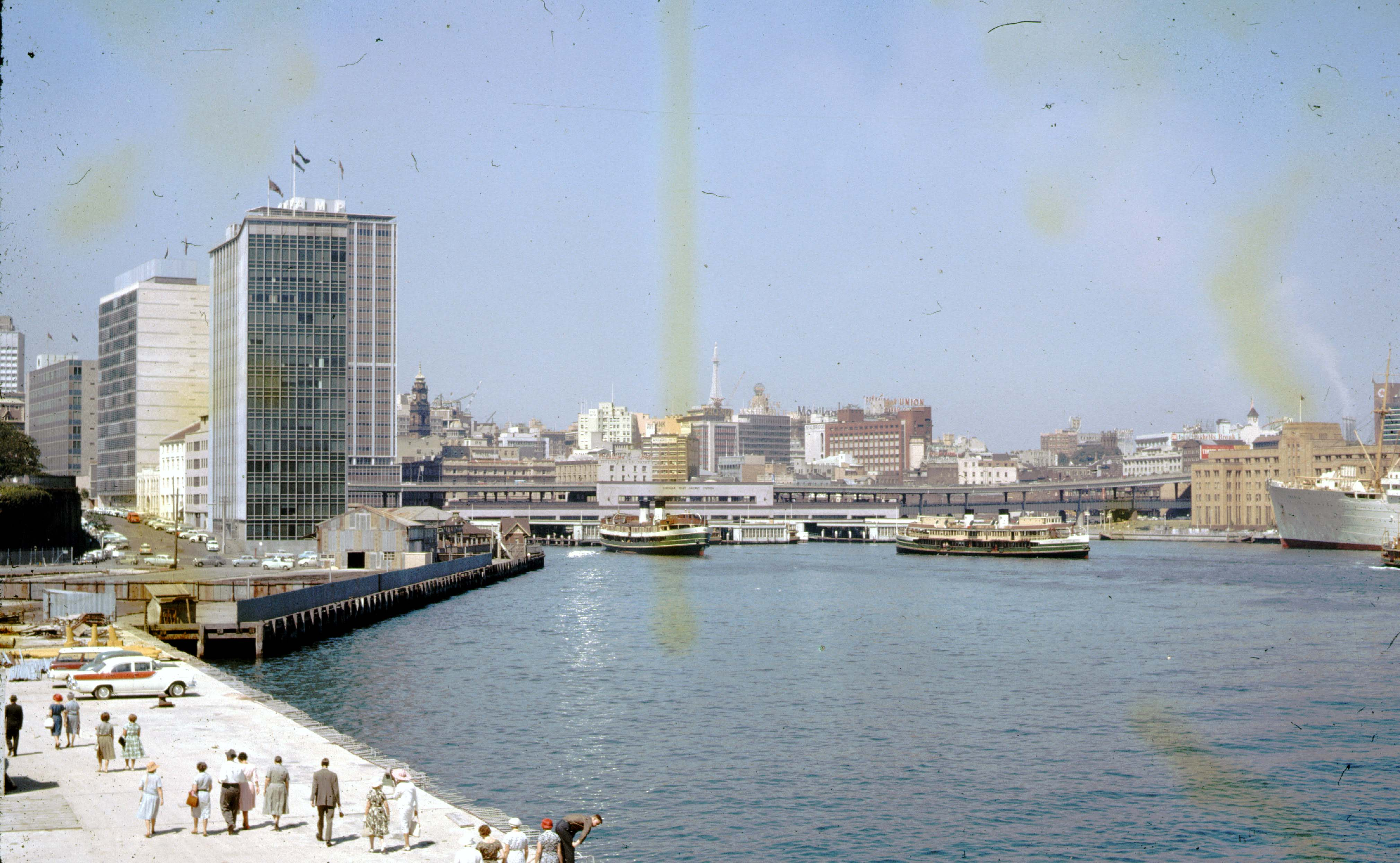
Circular Quay en 1963, visto desde el noreste.

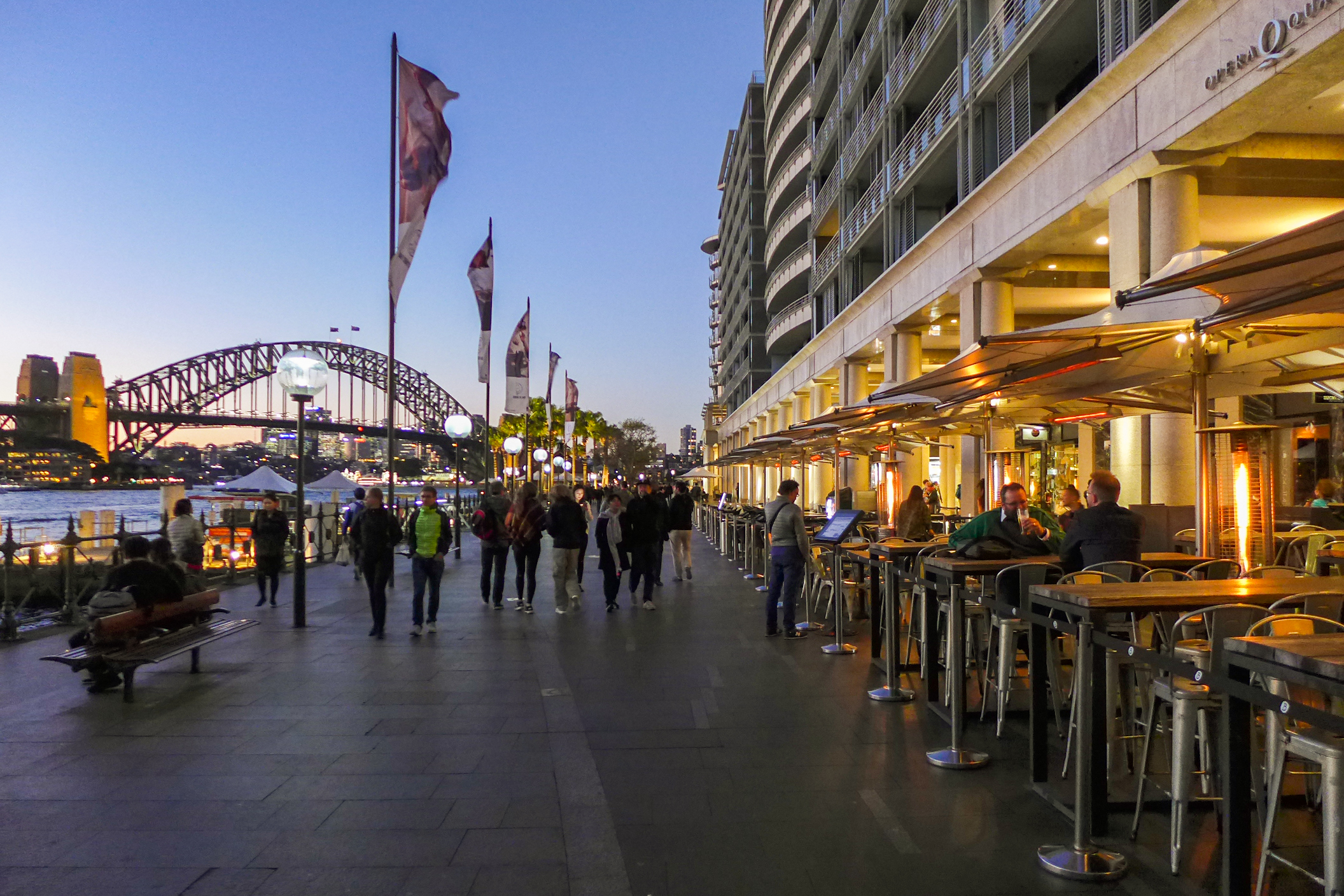
El paseo marítimo del este de Circular Quay a principios del siglo xxi.

La construcción del viaducto provocó la demolición del antiguo edificio de la Junta de Servicios Marítimos, situado en la orilla suroeste. En 1940 se construyó un sustituto más al norte, que actualmente alberga el Museo de Arte Contemporáneo. Más al norte, entre 1958 y 1960 se construyó la Terminal de Pasajeros de la Cala de Sídney para acomodar al creciente número de pasajeros que llegaban por barco. Este edificio fue renovado en 1988, 2000 y 2014. A menudo atracan aquí grandes transatlánticos y cruceros, que con su tamaño dominan la cala. El este de Circular Quay fue reurbanizado a partir de la década de 1950 y los antiguos almacenes de lana fueron sustituidos por edificios modernos de oficinas. En 1959, el límite de altura de Sídney fue incrementado de 46 a 279 metros, y varios de los primeros rascacielos de Sídney se construyeron alrededor de Circular Quay. El AMP Building, en la orilla sur, fue el edificio más alto de Sídney cuando se completó en 1962. En 1973 finalizó la construcción de la Ópera de Sídney, situada en el extremo noreste de la Cala de Sídney.
Entre 1971 y 1989, Colonial Mutual Life compró terrenos a lo largo de Circular Quay para emprender un desarrollo a gran escala. Sin embargo, su diseño inicial causó una gran controversia por todo el país e internacionalmente, lo que hizo que interviniera el primer ministro Paul Keating. En 1992 se revisó el diseño y la promotora redujo la altura de los edificios y añadió una columnata de acceso público, a cambio de que el proyecto se extendiera más hacia la orilla. El complejo resultante, llamado Bennelong Apartments y apodado por sus críticos The Toaster («La tostadora»), es criticado por su ubicación y por tapar las vistas de la Ópera de Sídney desde su acceso peatonal principal.
En 2019, estaban en marcha varios desarrollos inmobiliarios privados en la zona, incluidos Quay Quarter Sydney de AMP Capital, Opera Residences, One Circular Quay del Yuhu Group, Circular Quay Tower de Lendlease y el complejo de Sandstone Hotels del Pontiac Group. Además, la Ópera de Sídney está siendo sometida a su renovación más grande desde su inauguración.

## Transporte

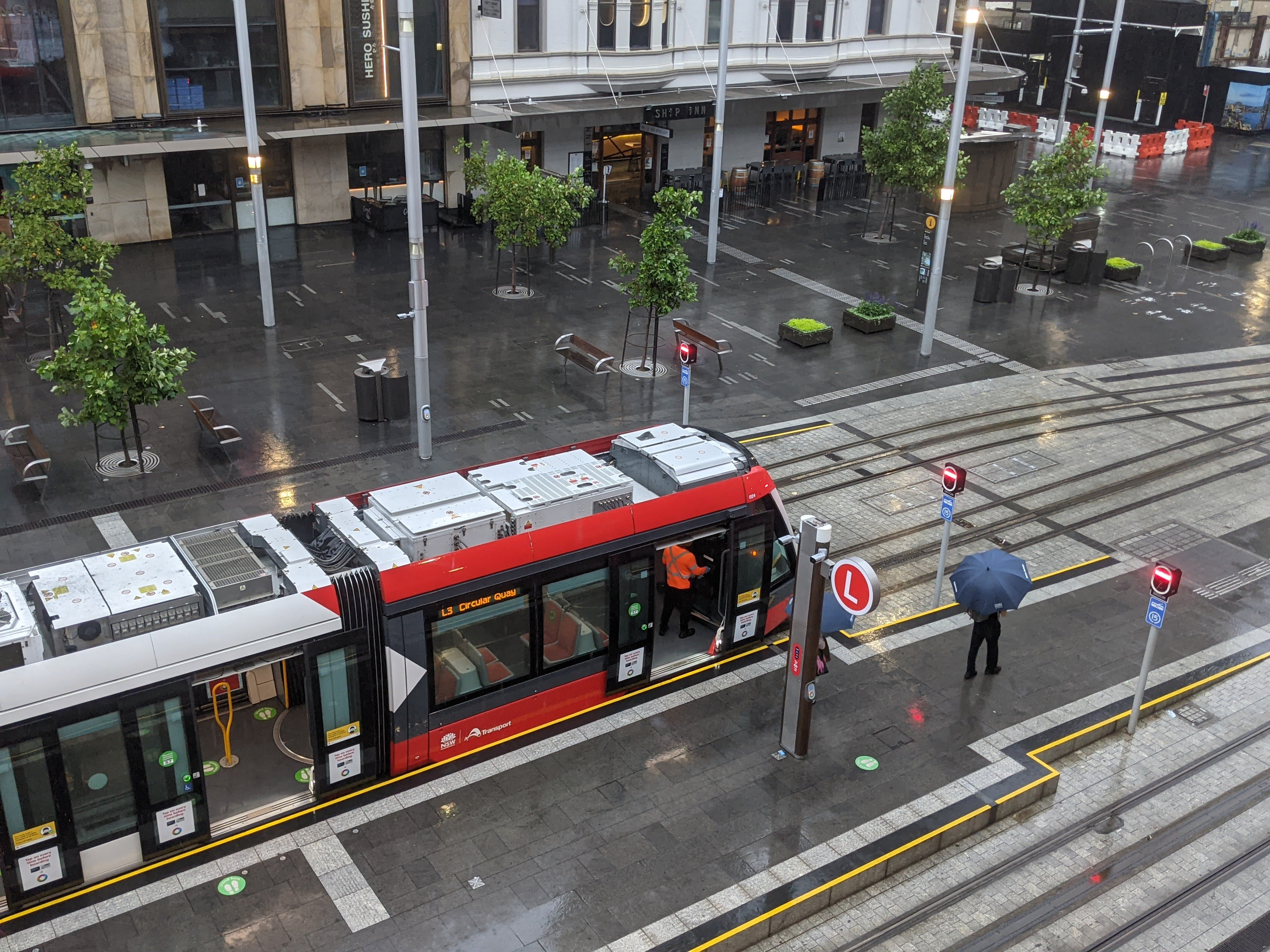
El Metro Ligero de Sídney en Circular Quay.

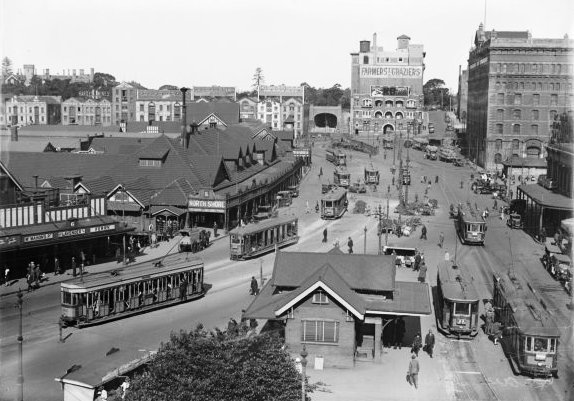
Tranvías en Circular Quay a principios del siglo xx.

Circular Quay es un importante nodo del transporte de Sídney y un gran intercambiador de ferry, ferrocarril y autobús. La Cahill Expressway es un elemento prominente del muelle, que discurre desde el este, sobre la estación de ferrocarril, hasta unirse al Puente de la Bahía de Sídney al oeste. Desde los primeros años de la colonia han atracado y amarrado en Circular Quay barcos internacionales. La Overseas Passenger Terminal es otro elemento importante de la infraestructura de transporte de Sídney, que sirve a los cruceros y transatlánticos y a sus pasajeros.
La estación de ferrocarril de Circular Quay es la única estación del City Circle que se encuentra sobre el terreno. Sus andenes tienen vistas de la terminal de ferry y del Puerto de Sídney, incluido el puente y la Ópera de Sídney. El complejo de muelles alberga cinco muelles para ferries y de él parten todas las rutas públicas de ferry en el Puerto de Sídney y el río Parramatta, excepto el ferry entre Mortlake y Putney.
Circular Quay fue antiguamente una gran estación e intercambiador de tranvía. Como muchas rutas de autobús de Sídney siguen el recorrido de las antiguas líneas del tranvía, la estación de tranvía de Alfred Street se convirtió en una importante estación de autobús, de la que parten numerosas rutas de autobús. En marzo de 1995, la calzada en el lado este de Circular Quay que servía como parada de autobuses fue cerrada y convertida en una zona peatonal. En octubre de 2015, un rediseño de los servicios de autobús del distrito financiero redujo el número de rutas de autobús que sirven Circular Quay. En 2019 abrieron las líneas 2 y 3 del Metro Ligero de Sídney, que parten de Alfred Street y conducen hacia Kingsford y Randwick, respectivamente.

## Cultura
Circular Quay es un punto focal para las celebraciones de la ciudad, debido a su céntrica ubicación entre la Ópera de Sídney y el Puente de la Bahía de Sídney. En particular, es uno de los lugares de congregación principales para los festejos de la Víspera de Año Nuevo.
Circular Quay también es la sede del Museo de Arte Contemporáneo de Sídney y de la Biblioteca de la Ciudad de Sídney, situada en la histórica Casa de la Aduana. El Paseo de los Escritores de Sídney —una serie de placas que conmemoran a escritores con alguna conexión con Sídney— fue instalado en el sendero que rodea Circular Quay en 1991. En otoño de 2006, tuvo lugar en Circular Quay la exposición de arte al aire libre más grande de la historia de Australia: durante siete semanas los Osos Buddy visitaron Sídney. Cada oso representaba un Estado miembro de las Naciones Unidas, simbolizando los principios universales de paz, libertad y amistad.
Circular Quay es mencionado en la canción And the Band Played Waltzing Matilda (1971) de Eric Bogle. Circular Quay es el título de una canción de Dr. Robert de The Blow Monkeys incluida en su álbum debut en solitario, Realms of Gold (1994). La canción también fue publicada como sencillo en ese mismo año.
Cada año se celebra allí Water Polo by the Sea, organizado por la Federación de Waterpolo de Australia, un evento en el que la selección masculina de waterpolo de Australia se enfrenta a un equipo all stars internacional.